# Genista corsica
Espèce
Classification phylogénétique
Genista corsica, le genêt de Corse, est une espèce de plantes à fleurs de la famille des Fabaceae, originaire de la Corse et de la Sardaigne.

## Description
C'est un arbrisseau épineux, érigé (20 - 80 cm de haut), très ramifié, en partie en forme de coussinet.
Ses branches sont d'un brun rouge, fourchues, nues ou velues, alternes à fortes épines (3 à 5 mm de long), écartées latéralement. Ses feuilles supérieures sont simples, celles inférieures par 3, au pétiole court, spatulé ou allongé.
Les fleurs sont jaunes, de 7 à 10mm de long, à pédoncule court avec petites bractées, isolées ou par touffes de 2 à 6. Étendard, carène et ailes sont de même longueur ; calice à 2 lèvres frangées de poils. Les gousses ont une longueur de 15 à 30 mm, sont allongées, lancéolées, pointues, nues à 3 à 8 graines.

## Répartition et habitat
C'est une plante endémique aux îles de Corse et Sardaigne.
Elle est typique du maquis et des buissons, présent du niveau de la mer jusqu'à 1 600 m d'altitude.